# Minoría étnica

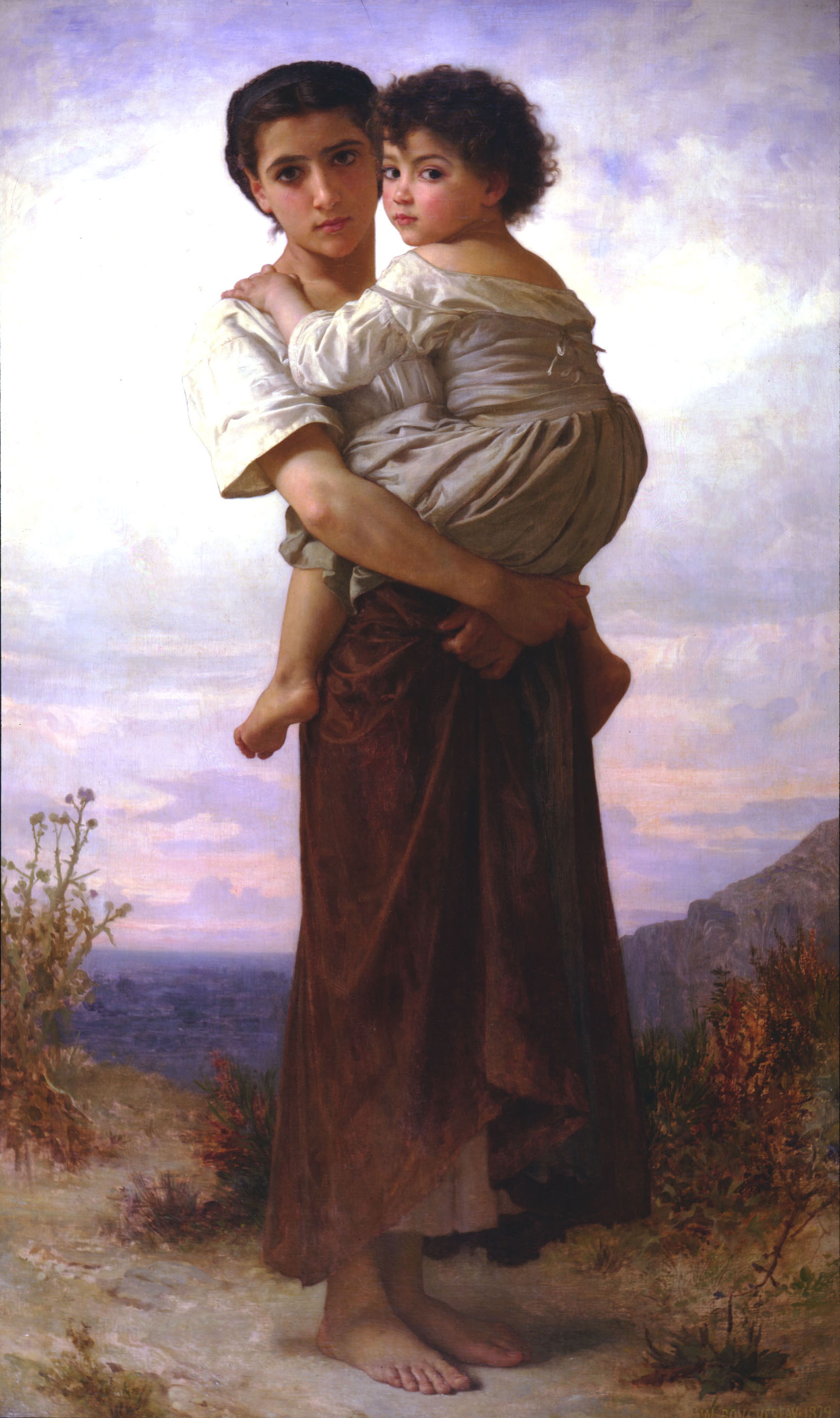
Jóvenes gitanos, obra de William-Adolphe Bouguereau. Los gitanos son una de las principales minorías étnicas de Europa, principalmente del este.

La minoría étnica es un sector de la sociedad que se distingue por su lengua, dialecto, religión, cultura u origen histórico. Estas diferencias a menudo, constituyen el motivo para que sean, o se sientan discriminados por la sociedad mayoritaria. Los grupos étnicos minoritarios pueden identificarse con ciertos territorios, pueden tener o no una estructura organizada, o su cohesión puede estar basada solo en las relaciones propias de su calidad como grupo étnico.
Existen grupos étnicos minoritarios reconocidos oficialmente por el gobierno de un país, como los va, de la República Popular China. Minorías históricas repartidas por todo el mundo, como los menonitas, o los gitanos, una de las más antiguas de Europa.
En el caso de que la minoría étnica practique una religión minoritaria, dicha correlación puede exacerbar aún más los problemas de marginación, segregación religiosa y otros tipos de discriminaciones por motivos religiosos.